# Waleria Fuksa
Waleria Fuksa z domu Sołtysikówna (ur. 16 marca 1914 w Stryju, zm. 1 kwietnia 2008 w Warszawie) – polska działaczka kulturalna i polonijna.

## Życiorys
Absolwentka filologii polskiej na Uniwersytecie Jana Kazimierza we Lwowie. Po studiach jako magister filozofii zajmowała stanowisko asystenta prof. Kazimierza Kolbuszewskiego, a następnie prof. Juliusza Kleinera. W tym okresie współpracowała także z lwowskim oddziałem rozgłośni Polskiego Radia.
W momencie wybuchu II wojny światowej przebywała we Lwowie który znalazł się pod okupacją sowiecką. Od 1940 r., współpracowała z ZWZ, a następnie AK. W podziemiu uzyskała stopień kaprala. W 1946 r., wyjechała do Anglii, gdzie przebywał jej mąż będący oficerem WP oraz lotnikiem RAF-u.
Od 1949 r., mieszkała wraz z mężem w Argentynie, gdzie zaangażowała się w życie społeczne i kulturalne miejscowej Polonii. Zwolenniczka powołania do życia Polskiej Macierzy Szkolnej oraz harcerstwa polskiego w Argentynie. Nauczycielka przedmiotów ojczystych między innymi w Ognisku Polskim i Domu Polskim w Buenos Aires. Od 1964 r., wykładowca na Katedrze Literatury Polskiej (w języku hiszpańskim) Uniwersytetu Katolickiego Santa Maria de Buenos Aires. Członkini powstałego w 1960 r., Komitetu Organizacyjnego Biblioteki, a następnie Towarzystwa Biblioteka Polska im. Ignacego Domeyki które przyczyniło się do powstania Biblioteki Polskiej im. Ignacego Domeyki w Buenos Aires, której sponsorem był jej przyjaciel Karol Orłowski. W latach 1956–1966 piastowała funkcję kierownika i reżysera polonijnego ”Naszego Teatru” w Buenos Aires. Redaktorka ”Głosu Polski” będącego oficjalnym organem Związku Polaków w Argentynie oraz publicystka ”Kuriera Polskiego”. Zajmowała się kolportażem paryskiej ”Kultury” w Ameryce Południowej, była bliskim współpracownikiem pisarza Witolda Gombrowicza.
Po śmierci męża i przemianach ustrojowych w Polsce, powróciła do ojczyzny i osiadła w Warszawie gdzie zmarła 1 kwietnia 2008 r. Pochowana 25 kwietnia 2008 r., na cmentarzu przy ul. Kościelnej w Wodzisławiu Śląskim.

## Odznaczenia
- Złoty Krzyż Zasługi (za swoją działalność wśród środowiska Polonii argentyńskiej)
- Brązowy Krzyż Zasługi z Mieczami
- Medal Wojska
- Krzyż Armii Krajowej
- Srebrna Odznaka Stowarzyszenia Polskich Kombatantów (za swoją działalność wśród środowiska Polonii argentyńskiej)